# Михайловский собор (Михайлов)
Миха́йловский собо́р — бывший собор Рязанской епархии Русской православной церкви, расположенный в городе Михайлов Рязанской области.
Первая деревянная церковь на этом месте была основана в 1551 году вместе с городом. В 1595 году был выстроен новый деревянный храм. В 1815 году выстроен каменный храм. Большой кирпичный собор в русско-византийском стиле, построенный в 1862—1874 годы. Четырёхстолпная пятикупольная постройка, близкая к образцовым проектам К. А. Тона, связанная обширной трапезной с многоярусной колокольней под луковичным куполом. Второй престол в главном храме Боголюбовский, в трапезной, расширенной в начале 1910-х, Успенский и Предтеченский приделы. В 1936 году снесён.

## История
Город-крепость Михайлов был основан в 1551 году по повелению царя Ивана Грозного. К этому же времени относится и начало построения храма во имя архистратига Михаила. Возведённый деревянный храм простоял около сорока лет и постепенно стал приходить в ветхое состояние.
В 1595 году на средства казачьего сотника Плохима Семёновича Мансурова был выстроен новый деревянный храм. «На Михайлове городе соборная церковь древяна клецки Чудо архистратига Михаила на подклете о трёх верхах, а на них кресты обложены белым немецким железом». В церкви было устроено три престола: центральный посвящён Чуду архангела Михаила, правый — пророку Илии, левый — Василию Блаженному. Деревянный храм, построенный сотником Мансуровым, простоял более пятидесяти лет, а затем пришёл в ветхость. Служить в нём было уже невозможно, и было решено построить новое здание церкви на месте старой. 8 июля 1677 года состоялось торжественное освящение нового, тоже деревянного храма. На освящении присутствовал митрополит Рязанский Иосиф со свитой духовенства, после чего в храме начались регулярные богослужения.
Почти сто лет просуществовал деревянный храм Архангела Михаила. Но здание собора с каждым годом всё больше и больше приходило в ветхость. В 1751 году храм сгорел, и назрела необходимость построить новый, теперь уже каменный. В 1751 году протоиерей архангельского храма Иаков Фёдоров подал прошение в Святейший Синод с просьбой выдать ему соборную книгу на церковное строение и на покупку необходимого церковного имущества. 11 марта того же года было принято решение выдать протоиерею книгу на один год и указать ему собирать средства на строительство новой каменной церкви с прихожан любого сословия и материального положения. При этом подчёркивалось, что пожертвования будут сугубо добровольными.
Все работы по строительству и благоустройству храма были окончены в 1815 году. В новой церкви были устроены, кроме центрального престола, два придела — в честь Рождества Иоанна Предтечи и Успения Божией Матери. Главный престол, как и прежде, был посвящён Архангелу Михаилу. Пришла идея построить новый храм значительно большего размера. В 1862 году старая церковь была разобрана и начата подготовка к созданию проекта нового каменного собора в «новой форме по византийскому стилю». 25 сентября 1862 года после долгих согласований и увязок был представлен проект нового храма. Рязанский вице-губернатор с согласия высшего церковного руководства Рязанской епархии утвердил этот проект, и в 1863 году начались строительные работы. Новый собор был выстроен на старом хорошо сохранившемся фундаменте прежнего храма. В 1874 году храм был построен и торжественно освящён. Старую колокольню дополнительно укрепили кладкой в цокольной части и в нижнем ярусе, а также добавили два с половиной яруса. Колокольню венчала крупная купольная глава по композиции схожая с главами храма. В основании новая церковь была квадратная, имела пять глав и ещё одну над приделом. Колокольня была соединена с церковью. В церкви был устроен резной деревянный иконостас. По штату 1873 года в притче собора числились протоиерей, священник, диакон и два псаломщика.
В начале XX века была построена трапезная часть храма, и 11 ноября 1914 года епископ Рязанский и Зарайский Димитрий (Сперовский) освятил храм. Теперь в соборе находилось четыре престола: во имя архистратига Михаила и Боголюбской иконы Божией Матери и в трапезной в честь Успения Божией Матери и Усекновения главы Иоанна Предтечи. К собору была приписана часовня, построенная на набережной реки в память кончины императора Александра II.
В Архангельском соборе хранилась главная святыня — икона Архистратига Михаила, а также резное изображение архистратига Михаила, сделанное на шиферной дощечке. В соборном архиве сохранились такие древние документы, как Жалованная грамота 1650 года царя Алексея Михайловича протопопу Евстратию с братией о получении ими жалования из таможенных доходов, Жалованная грамота 1682 года от князя Фёдора Алексеевича протопопу Иосифу с братией о выдаче им денег за хлебную провизию, Указ от 1700 года царя Петра Алексеевича протопопу Никите с братией об утверждении за собором мельницы и о взимании с мельницы в казну наравне с прочими частными мельницами, а также другие документы.
После событий 1917 года служба в соборе продолжалась до 1920 года. Затем местные власти решили закрыть собор и устроить в нём пролетарский народный университет и зал общественного собрания. Такое решение вызвало сильный протест православного населения, и в Рязань потянулись толпы ходоков с просьбой не закрывать храм. В соборе вновь возобновилась церковная служба, но ненадолго.
В 1933 году, по ходатайству Президиума Михайловского горсовета решением Московского облисполкома, городской собор был ликвидирован и переоборудован под «Дом соцкультуры». Обжалование Постановления общиной верующих силы не возымело: власти сочли духовный символ Михайлова площадью 750 м² единственно пригодным местом для клуба новой культуры. В 1936 году собор был взорван. Впоследствии на этом месте располагались школа, магазин, а в перестроечные годы — дискоклуб.
В 2012—2013 годы рядом с собором был выстроен временный Екатерининский храм. 6 апреля 2013 года митрополит Рязанский и Михайловский Павел (Пономарёв) совершил чин малого освящения и Божественную литургию в храме в честь великомученицы Екатерины. Ежегодно в день Собора Архистратига Михаила и прочих небесных сил бесплотных у подножия скульптуры совершается молебен.
22 августа 2015 года ко дню города на Соборной горе был открыт памятник Архангелу Михаилу. Инициаторами воздвижения памятниками являлась местные жители, активисты клуба «Архангел Михаил» и работники исторического музея, они же предложили проект памятника. Главным скульптором памятника является Олег Седов.
21 ноября 2020 года митрополит Марк (Головков) после молебна на Соборной горе освятил камень, который был призван послужить основанием для возрождаемого Архангельского собора.
В сентябре 2023 года глава Михайловской районной администрации Евгений Сидоров объявил о начале работы по строительству Архангельского собора — главной святыни Михайловской земли.